# Madona se svatým Josefem (Raffael)
Madona se svatým Josefem (it. Sacra Famiglia con san Giuseppe imberbe) je název obrazu italského renesančního umělce Raffaela Santiho namalovaného v roku 1506.
Obraz, známý i pod označeními Svatá rodina a Madona se svatým Josefem bez vousů, patří do skupiny Raffaelových verzí Svaté rodiny. Opět zde divákovi podává svou představu ideálního člověka.
Na pozadí renesanční architektury s lodžií, z níž se nabízí výhled do vzdálené země, se představuje Svatá rodina s Pannou Marií, malým Ježíškem a sv. Josefem. Dílo vyzařuje vnitřní harmonii a rodinnou pohodu, které umělec zdůraznil použitím teplého a zlatavého koloritu.
Obraz, patřící mezi Raffaelova práce středního období, je spolu s dílem Madona Conestabile jednou ze dvou umělcových prací v expozicích petrohradské Ermitáže. Patřil ke kolekci obrazů, které se již v roce 1772 staly jádrem uměleckých sbírek Kateřiny II.